# Giuse Đỗ Quang Khang
Giuse Đỗ Quang Khang (sinh 1965) là một giám mục người Việt Nam của Giáo hội Công giáo Rôma. Ông hiện đảm nhận vai trò Giám mục chính tòa Giáo phận Bắc Ninh và Chủ tịch Ủy ban Giáo sĩ – Chủng sinh trực thuộc Hội đồng Giám mục Việt Nam nhiệm kỳ 2022 – 2025. Ông được Giáo hoàng Phanxicô bổ nhiệm làm giám mục vào ngày 30 tháng 10 năm 2021 khi đang là phó giám đốc kiêm giám học của Đại chủng viện Thánh Giuse Sài Gòn. Ông từng là Tổng Thư ký của Ủy ban Giáo dục Công giáo trực thuộc Hội đồng Giám mục Việt Nam.

## Thân thế và tu học
Giám mục Giuse Đỗ Quang Khang sinh ngày 7 tháng 11 năm 1965 tại Thủ Đức, Sài Gòn, thuộc giáo xứ Từ Đức, giáo hạt Thủ Đức (nay thuộc phường Bình Thọ, thành phố Thủ Đức, Thành phố Hồ Chí Minh), thuộc Tổng Giáo phận Thành phố Hồ Chí Minh. Giám mục Khang sinh trưởng trong một gia đình có 10 người con, là con thứ 8 của ông Giuse Đỗ Văn Cao (đã từ trần) và bà Maria Nguyễn Thị Tuyết. Song thân ông có nguyên quán thuộc giáo họ Hoàng Mai, giáo xứ Đạo Ngạn (nay là giáo xứ Hoàng Mai, phường Nếnh, thị xã Việt Yên, tỉnh Bắc Giang), thuộc giáo phận Bắc Ninh. Song thân ông di cư từ nguyên quán Bắc Giang đến định cư tại thành phố Sài Gòn vào năm 1954. Cậu bé Khang lần lượt được cử hành các bí tích Công giáo là Rửa tội (tháng 11 năm 1965) và Thêm sức (tháng 5 năm 1973).
Cậu bé Khang lần lượt theo học tại các trường: Trung học Phổ thông Nguyễn Hữu Huân, Thủ Đức (từ năm 1981 đến năm 1983), Cao đẳng Sư phạm Thành phố Hồ Chí Minh (từ năm 1984 đến năm 1987). Sau khi hoàn thành việc học, ông tham gia công tác giảng dạy tại trường Hưng Bình, Thủ Đức trong năm 1988. Trong khoảng thời gian 3 năm từ năm 1989 đến năm 1991, Đỗ Quang Khang thực hiện nghĩa vụ thanh niên xung phong tại Nông trường Nhị Xuân, Hóc Môn.
Tháng 10 năm 1993, Đỗ Quang Khang gia nhập Đại chủng viện Thánh Giuse Sài Gòn và tốt nghiệp vào tháng 6 năm 1999.

## Linh mục
Ngày 30 tháng 6 năm 1999, chủng sinh Giuse Đỗ Quang Khang được thụ phong linh mục, do Tổng giám mục Tổng giáo phận Thành phố Hồ Chí Minh Gioan Baotixita Phạm Minh Mẫn chủ phong. Sau khi được phong chức linh mục, tháng 8 cùng năm, ông được điều làm linh mục phụ tá Giáo xứ Chợ Đũi, giáo hạt Sài Gòn. Ông giữ cương vị này đến tháng 3 năm 2001, khi bắt đầu theo học tại Học viện Công giáo Toulouse, Pháp. Tại Học viện này, ông tốt nghiệp văn bằng Thạc sĩ Thần học Kinh thánh (tháng 6 năm 2006). Từ tháng 6 năm 2006 đến tháng 8 năm 2010, ông theo học và tốt nghiệp Cử nhân Kinh Thánh tại Học viện Kinh thánh Giáo hoàng, Rôma.
Trở về Việt Nam, ông đảm nhận chức linh mục Nội trú tại Đại Chủng viện Thánh Giuse Sài Gòn (đến tháng 10 năm 2021). Ông tham gia giảng dạy các môn Tin Mừng Nhất lãm, Công vụ Tông đồ và Hy Lạp Kinh Thánh tại nhiều chủng viện Công giáo (Đại Chủng viện Thánh Giuse Sài Gòn, Đại chủng viện Thánh Giuse Hà Nội, Học viện Công giáo Việt Nam), và giảng dạy tại học viện dòng tu.
Trước khi được bổ nhiệm giám mục tháng 10 năm 2021, trong khoảng thời gian 10 năm, từ tháng 10 năm 2011, ông là Giám học Đại Chủng viện Thánh Giuse Sài Gòn và kể từ tháng 8 năm 2020, ông kiêm chức Phó Giám đốc Đại Chủng viện Thánh Giuse Sài Gòn.

## Giám mục phó Bắc Ninh

### Bổ nhiệm
Ngày 30 tháng 10 năm 2021, Văn phòng Báo chí Tòa Thánh loan báo Giáo hoàng Phanxicô quyết định bổ nhiệm linh mục Giuse Đỗ Quang Khang, Phó Giám đốc kiêm Giám học của Đại chủng viện Thánh Giuse Sài Gòn làm giám mục phó Giáo phận Bắc Ninh. Trang tin Hội đồng Giám mục Việt Nam có bài đăng ngắn thông cáo tin này. Bản thông cáo được viết bởi linh mục Giuse Đào Nguyên Vũ (chánh văn phòng Hội đồng Giám mục Việt Nam). Việc bổ nhiệm tân giám mục phó Bắc Ninh nằm ngoài dự đoán của nhiều người (kể cả trong hàng giáo sĩ), khi có đến 4 giáo phận ở Giáo tỉnh Hà Nội đang trống tòa. Tin tức bổ nhiệm cũng chấm dứt khoảng thời gian 3 năm 6 tháng kể từ lần cuối giáo hoàng bổ nhiệm một tân giám mục cho Việt Nam, khoảng thời gian chờ dài nhất kể từ năm 1988. Đỗ Quang Khang cũng là giám mục Việt Nam đầu tiên được bổ nhiệm trong thập niên 2020, đồng thời trở thành giám mục trẻ nhất của hàng giám mục Việt Nam trong thời điểm đó.
Chia sẻ về thông tin bổ nhiệm, Tổng đại diện Tổng giáo phận Thành phố Hồ Chí Minh Inhaxiô Hồ Văn Xuân cho biết đây là một thông tin vui cho giáo hội Công giáo Việt Nam và giáo phận Bắc Ninh. Ông cũng xin giáo dân cầu nguyện cho các giáo phận khác ở Việt Nam đang trong cảnh trống tòa, cũng như cầu nguyện cho Tổng giáo phận Thành phố có tân giám mục phụ tá hỗ trợ mục vụ cho Tổng giám mục Giuse Nguyễn Năng. Linh mục Xuân khuyên giáo dân không tin các tin đồn (về việc bổ nhiệm giám mục) không đáng tin.  Một ngày sau khi tin bổ nhiệm chính thức được công bố, Chủ tịch Hội đồng Giám mục Việt Nam Giuse Nguyễn Chí Linh đã gửi văn thư chúc mừng đến hai giám mục và toàn thể giáo dân giáo phận Bắc Ninh, đồng thời cho biết ông trông đợi về tin tức lễ tấn phong chính thức cho tân giám mục.
Chia sẻ trong buổi gặp mặt diễn ra sau khi tin tức chính thức được công bố, Giám mục Tân cử Khang cho biết ông lo âu trước sứ vụ mới và đồng thời cảm giác như được hồi hương, trở về quê cũ Bắc Ninh. Nói về vấn đề bổ nhiệm, Tổng giám mục Giuse Nguyễn Năng cho biết ông đã động viên nhiều để linh mục Khang đón nhận việc được bổ nhiệm giám mục. Ban đầu, linh mục Khang ngần ngại và không muốn nhận sự bổ nhiệm. Trả lời phỏng vấn kênh truyền thông Hội đồng Giám mục, Đỗ Quang Khang cho biết sau khi cầu nguyện, gặp gỡ, trao đổi với các vị hữu trách và tự vấn, phân định, ông đã nói lời xin vâng (với việc bổ nhiệm). Nói về những khác biệt giữa hai giáo phận sau thời gian một tháng đến sống tại tân giáo phận: ông cho rằng việc mục vụ có điểm giống là cùng phục vụ cho các giáo dân thuộc thành phố; điểm rất khác trong công tác mục vụ là do giáo phận Bắc Ninh khá rộng lớn, có địa bàn trên toàn bộ hoặc một phần 11 tỉnh thành Việt Nam, và giáo dân đa sống làm nông và có trình độ học vấn rất khác giáo dân các vùng khác. Ông cũng tự cho rằng mình may mắn do giám mục chính tòa Hoàng Văn Đạt chưa hồi hưu, sẽ lắng nghe và được hướng dẫn về đường hướng mục vụ tại giáo phận.
Một vài ngày sau khi tin bổ nhiệm chính thức được công bố, giám mục tân cử Khang đã rời Tổng giáo phận Sài Gòn đến Giáo phận Bắc Ninh. Ngày 20 tháng 11 năm 2021, Giám mục Giáo phận Bắc Ninh Cosma Hoàng Văn Đạt công bố Thư mục vụ Mùa vọng 2021-2022, qua đó chính thức công bố lễ tấn phong và khẩu hiệu của giám mục tân cử Đỗ Quang Khang. Lễ tấn phong được cử hành vào sáng ngày 14 tháng 12 năm 2021, tân giám mục chọn cho mình khẩu hiệu: Gặp Gỡ – Lắng Nghe – Phân Định. Văn thư cũng thông báo về việc tân giám mục sẽ cùng giám mục chính tòa hướng dẫn Thượng hội đồng Giám mục thế giới lần thứ 16 Hướng tới một Hội Thánh hiệp hành: hiệp thông – tham gia – sứ vụ. ở cấp giáo phận.

### Khẩu hiệu và huy hiệu

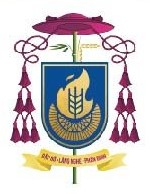
Huy hiệu Giám mục Đỗ Quang Khang

Sau khi tin bổ nhiệm chính thức công bố, Giám mục chính tòa Bắc Ninh Cosma Hoàng Văn Đạt đã liên lạc, chúc mừng và gợi ý cho sứ vụ của tân giám mục phó. Từ những gợi ý trên, giám mục tân cử suy nghĩ và lựa chọn huy hiệu và khẩu hiệu cho mình.
Ngay sau khi được bổ nhiệm, Đỗ Quang Khang không chọn được một câu lời Chúa để chọn làm khẩu hiệu. Dựa vào tệp đính kèm trong thư mời tham dự Hội đồng giám mục tóm tắt bài giảng của Giáo hoàng, ông quyết định chọn khẩu hiệu: Gặp gỡ - Lắng nghe - Phân định, trích từ bài giảng khai mạc Thượng Hội đồng Giám mục Thế giới lần XVI của Giáo hoàng Phanxicô vào ngày 9 tháng 10 năm 2021. Khẩu hiệu nói lên những việc mà mỗi tín hữu, đoàn thể và giáo xứ cần làm (trong tương quan với Thiên Chúa và với nhau) để đảm bảo tính hiệp hành trong việc sống đạo và truyền giáo.
Hình ảnh huy hiệu gồm một thánh giá gồm hai thanh: thanh đứng được diễn tả bằng hình ảnh một thanh tre vàng, liên tưởng đến hình ảnh Thánh Gióng dùng bụi tre đánh đuổi giặc ngoại xâm và ý tưởng từ bài phỏng vấn của giám mục tân cử Hoàng Văn Đạt năm 2008, nói về tre vàng, một loại cây rất bình thường và mọc rất nhiều trong địa phận; thanh ngang chia làm hai phần, bên trái là cành lá tre và bên phải là bông lúa nước, là hình ảnh quen thuộc với nông dân đồng bằng Bắc Bộ. Hình ảnh (thanh ngang) xuất phát từ huy hiệu (logo) giáo phận Bắc Ninh. Ngoài ra, tấm khiên có nền xanh, liên tưởng hình ảnh Đức Mẹ Mân Côi với phần dưới hình ảnh nón quai thao, tượng trưng cho vùng đất quan họ và hai hình tượng từ Kinh Thánh: ngọn lửa, cánh đồng, lần lượt đại diện cho sự chăm sóc cho Đức Tin các tín hữu (chiếm 2% dân số) và bông lúa - cánh đồng truyền giáo (98% còn lại) tại giáo phận. Nói về sự tiếp nối và liên kết huy hiệu với giám mục chính tòa Hoàng Văn Đạt, cùng có nón quai thao và tre vàng và ông cho rằng yếu tố văn hóa là rất quan trọng và nền tảng để thi hành sứ vụ.

### Thánh Lễ tấn phong và các lễ tạ ơn
Giám mục Tân cử Đỗ Quang Khang cho biết việc tổ chức lễ tấn phong trong bối cảnh dịch bệnh Covid-19. Ông tái xác nhận trong cuộc phỏng vấn với ban truyền thông rằng lễ tấn phong sẽ diễn ra vào ngày 14 tháng 12 năm 2021 tại nhà thờ chính tòa Bắc Ninh. Lễ tấn phong này được trù liệu với tình hình dịch bệnh để tổ chức địa điểm (trong lòng nhà thờ hay ngoài sân) và giới hạn số người tham gia. Ông xác nhận lễ tấn phong sẽ được truyền hình trực tuyến.
Theo thông báo từ website giáo phận Bắc Ninh, các nghi thức và lễ liên quan được cử hành lần lượt vào ba ngày, đều được cử hành tại Nhà thờ chính tòa Bắc Ninh, kéo dài từ 13 đến 15 tháng 12. Cụ thể, nghi thức tuyên xưng đức tin được cử hành vào buổi chiều trước lễ tấn phong, ngày 13 tháng 12. Sau lễ tấn phong sáng ngày 14, một lễ tạ ơn sẽ được cử hành vào tối ngày 15 tháng 12. Tất cả các nghi thức và nghi lễ này được truyền hình trực tiếp.
Nghi thức tuyên xưng và tuyên thệ trung thành đã diễn ra trong giờ kinh chiều tại Nhà thờ chính tòa Bắc Ninh ngày 13 tháng 12 năm 2021. Tham dự nghi thức, ngoài tân giám mục, còn có giám mục Hoàng Văn Đạt, các linh mục, tu sĩ và giáo dân. Trong buổi nghi thức này cũng diễn ra việc công bố Tông sắc bổ nhiệm tân giám mục từ Tòa Thánh. Sáng ngày hôm sau, lễ tấn phong được cử hành, với phần nghi thức truyền chức được cử hành bởi giám mục chủ phong Cosma Hoàng Văn Đạt, hai vị phụ phong là Tổng giám mục Tổng giáo phận Thành phố Hồ Chí Minh Giuse Nguyễn Năng và Tổng giám mục Tổng giáo phận Hà Nội Giuse Vũ Văn Thiên. Vì tình hình dịch Covid-19, các giám mục không tham dự đầy đủ lễ tấn phong. Tham gia lễ truyền chức, ngoài Hồng y Phêrô Nguyễn Văn Nhơn (nguyên Tổng giám mục Hà Nội) và Chủ tịch Hội đồng Giám mục Việt Nam Giuse Nguyễn Chí Linh còn có 13 giám mục khác. Số lượng giáo dân tham gia buổi lễ bị hạn chế.
Sau lễ tấn phong và lễ tạ ơn tại giáo phận Bắc Ninh, Giám mục Khang cử hành lễ tạ ơn tại Nhà thờ chính tòa Đức Bà Sài Gòn và Dòng Mến Thánh giá Thủ Đức.
Các giám mục Việt Nam từ 27 giáo phận họp Đại hội XV Hội đồng Giám mục Việt Nam tại trung tâm Mục vụ Tổng giáo phận Hà Nội vào đầu tháng 10 năm 2022. Trong khuôn khổ đại hội, các giám mục đã sắp xếp và bầu chọn nhân sự trong hội đồng và quyết định chọn Giám mục Đỗ Quang Khang đảm trách vai trò Chủ tịch Uỷ ban Giáo sĩ – Chủng sinh trực thuộc Hội đồng Giám mục trong nhiệm kỳ 2022 – 2025.

## Giám mục chính tòa Bắc Ninh
Ngày 17 tháng 6 năm 2023, Văn phòng Báo Chí Tòa Thánh loan báo thông tin Giáo hoàng đã chuẩn thuận đơn từ nhiệm của Giám mục Cosma Hoàng Văn Đạt vì lý do tuổi tác. Với việc chấp thuận này, Giám mục phó Giuse Đỗ Quang Khang chính thức trở thành Giám mục chính tòa Bắc Ninh.

## Tông truyền
Giám mục Giuse Đỗ Quang Khang được tấn phong Giám mục năm 2021, thời Giáo hoàng Phanxicô:
- Giám mục Chủ phong: Giám mục chính tòa Giáo phận Bắc Ninh Cosma Hoàng Văn Đạt
- Hai giám mục phụ phong: Tổng giám mục Giuse Nguyễn Năng, Tổng giám mục Tổng giáo phận Thành phố Hồ Chí Minh và Tổng giám mục Giuse Vũ Văn Thiên, Tổng giám mục Tổng giáo phận Hà Nội.

Dưới đây là sơ đồ tính Tông truyền từ giám mục Việt Nam đầu tiên được giám mục ngoại quốc chủ phong cho đến đời Giám mục Đỗ Quang Khang.

## Hình ảnh khác

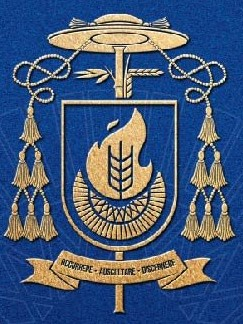
Một phiên bản huy hiệu khác